# Jacques Fontaine (dominicain)
Pour les articles homonymes, voir Jacques Fontaine (homonymie) et Fontaine.
Jacques Fontaine né le 13 juillet 1921 à Roubaix et mort le 21 mars 2019 à Jérusalem,,, est un religieux dominicain fondateur en 1960, avec Bruno Hussar, de la Maison Saint-Isaïe (centre d'Études juives des frères prêcheurs à Jérusalem). Il met au point, l'été, un mode de pèlerinage en Terre Sainte radicalement nouveau : la Bible Sur le Terrain et l'hiver l'étude de la Bible en hébreu associée à la liturgie du jour : la Bible Sous Terre. La première BST s'adresse à tous, la seconde à un public plus restreint.

## Biographie
Jacques Fontaine nait dans une famille de juristes et d'industriels proche des dominicains de Kain (Belgique). De nature sensible et contemplative il mène une enfance austère et rigoureuse dans le nord de la France puis poursuit une licence en droit à Toulouse en même temps qu’un lent cheminement vers la vocation. 
En 1941, il entre chez les Dominicains de Paris. Au séminaire, desséché par la philosophie il se nourrit de Bible et de liturgie puis s’abreuve à la théologie. Il est particulièrement marqué par les enseignements des pères Henri-Marie Féret et Yves Congar qui, au retour des camps, transmettent un christianisme revivifié et une vision dynamique de l’histoire de l’Église.  
Il sera ordonné le 18 juillet 1948 au Saulchoir d’Étampes et affecté au couvent de Lille.
De septembre 1952 à août 1953, il arrive de Lattaquié à moto et poursuit une année d'études et de fouilles à l’École biblique et archéologique française de Jérusalem. L’archéologie et l’exégèse ne parviennent pas à supplanter sa très forte attirance vers la Bible, l’Office des lectures et la liturgie des Heures : « Fils d’homme… mange ce livre » (Ez 3) écrit-il dans sa Bible. Il remplace quelque temps le secrétaire du père Congar qui réside près de Bethléem. Cette année de formation se conclut à moto par un voyage en Turquie et en Grèce, sur les pas de saint Paul, en compagnie de Pierre Benoit éminent professeur de l’École Biblique. 
En 1954, il est en détachement auprès du père Gourbillon, chef d’orchestre de la nouvelle évangélisation. Il est chargé, avec le père Dagonnet, de sillonner la France pour animer des « Semaines Bibliques » : exposition démontable qu’ils commentent en racontant la Bible, et qu’ils poursuivent par des conférences. Pour lui, l’expérience se termine par un problème médical sérieux. Porté par l'injonction de Sainte Thérèse de Lisieux il apprend l’hébreu durant sa convalescence. Rétablit il demande à être associé à la fondation du Centre d’études juives voulu par le Père Avril et voté à l’unanimité par le chapitre de la Province de Paris en 1957.
Le 2 juillet 1959, il arrive à Haïfa pour retrouver le père Bruno Hussar et commence par deux mois d’Oulpan (école de langue pour l’hébreu moderne) avant de rejoindre l’Université hébraïque de Jérusalem. Le 25 mars 1960, jour de l’Annonciation, il cofonde avec Bruno Hussar la maison Saint Isaïe dans une partie du couvent Lazariste située avenue Mamilla qui deviendra le 20 rue Agron. 
De septembre 1967 à juin 1968, il suit la formation de l’École des guides puis met au point un premier parcours de la lecture de la Bible sur le Terrain (à l’époque la Terre Sainte est accessible de l’Hermon au Sinaï) qu’il structurera plus tard en trois parties : Au nom du Père dans les déserts du Sud, au nom du Fils en Galilée, au nom du Saint-Esprit à Jérusalem. À partir des années 1970 il occupe une cahute au fond du jardin de la maison St Isaïe dans la ligne de la fête des cabanes où l’on se désinstalle, en voyage vers Dieu.
Deux sources régulières de pèlerins viennent enrichir les BST : des membres du pèlerinage du Rosaire et des jeunes argentins (La Province de Toulouse, avait une extension dominicaine à Buenos Aires. Le Père Antonino Peyronnet y avait fondé un institut, la Fundacion Biblia y sacerdocio. Dans ce cadre il envoyait régulièrement des prêtres, séminaristes et jeunes  suivre une BST au cours de leur voyage de formation dans les pays bibliques. Il avait traduit et commenté la brochure Bleue du frère Jacques dans son manuel en espagnol).
Il demande et obtient en 1977 la nationalité Israélienne qu’il conçoit comme une appartenance charnelle et sans retour à cette terre biblique où le Christ est mort et ressuscité.
Au début des années 1980 portant le projet de la Bible sous Terre, il demande au Père Abraham Schmueloff (prêtre d’origine juive, de langue maternelle hébraïque et résidant à Saint Isaïe) d’enregistrer la Bible en hébreu comme outil indispensable pour ses futurs étudiants.
Durant l'Hiver 1984-85, il commence la première session de la Bible sous Terre, lecture et approfondissement de la Bible en hébreu avec une liturgie associée. 
En 1996, fermeture officielle de la Maison Saint-Isaïe qui deviendra effective en 1998. De 1998 à 2007 il est aumônier des Sœurs de Saint-Joseph à Kiryat-Yéarim puis des Sœurs Clarisses à Jérusalem. À 86 ans, il rejoint le Home Notre-Dame des Douleurs où il reçoit de nombreux visiteurs marqués par leur expérience de la Bible sur le Terrain et/ou de la Bible sous Terre.
En 2010, il confie à un membre de sa famille des notes et documents ainsi qu'un projet de publication.
En 2011, un site est dédié aux prédications de la BST : https://www.biblesurleterrain.net/ à l’occasion de son anniversaire le 13 juillet célébré chez les Bénédictins d’Abou Gosh en présence de sa famille dominicaine et de ses proches.
Lors de la célébration le Père Abbé, le Père Charles, émet publiquement le vœu de renaissance de la maison Saint Isaïe. Le frère Jacques, dans la crypte rappelle avec force que le Royaume est comparable à un arbre et que ceux qui travaillent au plan des racines, travaillent pour l’arbre tout entier. Il souligne l’importance de ce travail pour l’œcuménisme et l’expansion universelle de l’Église.
Il décède à l'hôpital Saint-Joseph le 21 mars 2019. Ses obsèques sont célébrées le 26 mars dans la basilique Saint-Étienne église du couvent et de l’École biblique et archéologique française de Jérusalem.

## La Bible Sur le Terrain
au temps de la maison Saint-Isaïe (1960-1996)
La BST est un pèlerinage itinérant conjuguant marches et nuits sous les étoiles pendant 16 jours. Il ramasse du sud au nord tous les éléments de compréhension biblique pour monter à Jérusalem où tout se concentre vers un élan universel.
Ce parcours est une triple progression : 
La découverte de la géographie du pays reflétant l’Histoire sainte (le mystère même de Dieu Père-Fils-Saint Esprit et notre histoire personnelle) ainsi que la progression vers l’unité du groupe à l’image et à la ressemblance de Dieu. 
Cette intuition, reprise des pères de l’Église, structurera sa prédication : Au nom du Père dans les déserts du sud, au nom du Fils dans les paysages radicalement différents de Galilée, Au nom du Saint-Esprit en remontant à Jérusalem.  
« La BST multiplie les longues marches dans les chemins les plus riches en signification. Le but n’est pas de tout voir, mais de reprendre goût à la Bible et de vivre l’Évangile. Plutôt que de visiter les lieux saints, chercher à découvrir et à rencontrer Dieu dans ces différents langages. 
La BST est une expérience incarnée dans une terre, une Parole et une Personne. La Bible est un fleuve de vie.
Le programme est construit non seulement selon la progression géographique et thématique mais aussi selon une progression dans l’entraînement et la conquête de la liberté. 
Il s’adresse à tous les chrétiens par-delà leurs divisions. Il ne puise la sève qu’à la racine. 
C’est un œcuménisme de plein air en Terre sainte. 
Il commence par le Commencement et cherche les meilleurs points de vue sur les hauteurs. Il existe beaucoup d’autres livres sur ce qui mérite ou pas d’être vu ensuite en contrebas. 
Il requiert un mode de vie désencombré, favorisant l’ouverture à l’essentiel : une bible, un duvet, une bonne paire de chaussures et deux gourdes. 
Il n’a d’autre but que de faire comprendre que l’échelle de Jacob (Dieu est dans le Lieu) est partout plantée. 
Il commence vraiment le dernier jour. 
Il ne sera jamais terminé ici-bas car c’est la condition même des croyants d’être en marche tous ensemble, dans la vie de tous les jours, vers la Jérusalem d’en haut. » 

## La Bible Sous Terre
au temps de la maison Saint-Isaïe (1960-1996)
Ce projet est né de la Bible sur le Terrain et s’adressait à ceux qui ayant déjà l’expérience de la TERRE sainte, veulent aussi se familiariser avec la première LANGUE biblique. 
De guide professionnel d’avril à novembre le frère Jacques se transforme pendant la saison des pluies « en rabâcheur de textes au service de ceux qui ayant fait la BST et 3 mois d’Oulpan, décideraient de consacrer six mois de leur vie à expérimenter les bienfaits de la lecture cursive de la Bible en hébreu. 
Le projet s’accommode de l’expérience abrupte de la pauvreté telle qu’on la fait dans les noviciats. D’expérience les problèmes d’intendance se résolvent facilement dans une communauté qui, jour après jour, se re-crée dans l’étude, le chant, la fraction du pain et la pratique de la Parole. Les difficultés ne deviennent sérieuses qu’à partir du moment où on renonce à entretenir l’esprit liturgique qui, normalement, doit emporter l’existence. Le projet est indissociable de la liturgie en hébreu qui structure et rythme la vie de la Maison St Isaïe.
On suppose connues la Constitution Apostolique et la présentation générale du début du 1er Tome de la Liturgie des Heures. C’est là, le noyau solide, la puissance d’accueil, la force d’intégration et la créativité. Une place spéciale est donnée à la tradition juive. 
L’expérience demande continuité, concentration et progression. Au printemps, l’éventail s’élargit ; dialogue judéo-chrétien, œcuménisme, liturgie orientale, renouveau des pèlerinages, archéologie et autres sciences auxiliaires. On sera d’autant plus fécond dans toutes ces branches qu’on aura passé l’hiver dans une humble propédeutique au plan des racines. 
Du lundi matin au vendredi à midi : studiosité intense rythmée par la liturgie et le service communautaire. En fin de semaine, redécouverte du repos sabbatique, des valeurs de gratuité et de fête. Pour le dimanche, chacun le vit comme il le pense. 
Les cassettes enregistrées par le père Abraham et un bon walkman sont incontournables. L’écoute joue un rôle primordial : « l’homme est une mémoire rythmique qui rejoue gestuellement, globalement et intelligemment un univers rythmé où se joue la Thora-Sagesse : ludens in orbe terrarum… » écrit le jésuite Marcel Jousse. »

## Publications
- La Bible arrachée au Professeurs Edition de l’Olivier-Saint Isaïe » en ligne : Cf.  l'onglet Introduction, sur le site https://www.biblesurleterrain.net
- La Bible Sur le Terrain Au nom du Père dans les déserts du sud » Éditions Parole et Silence (janvier 2020).
- La Bible Sur le Terrain Au nom du Fils en Galilée » Éditions Parole et Silence (juin 2020).
- La Bible Sur le Terrain Au nom du Saint-Esprit à Jérusalem » Éditions Parole et Silence, (novembre 2022).
- Traduction en italien : La Bibbia nella sua terra - Metodo per leggere la Parola di Dio in Terra Santa, Presentazione di Francesco Rossi de Gasperis s.j. Edizioni Messaggero Padova, 2010.